# Apanteles darjeelingensis
Apanteles darjeelingensis är en stekelart som beskrevs av Sharma och Sankar Chatterjee 1970. Apanteles darjeelingensis ingår i släktet Apanteles och familjen bracksteklar. Inga underarter finns listade i Catalogue of Life.